# Халл, Аделаида
Аделаида Виктория Халл (швед. Adélaïde Victoire Hall; 11 мая 1772, Версаль или Париж — 14 октября 1844, Париж) — французская художница-миниатюристка шведского происхождения.

## Биография
Родилась в 1772 году в Париже в семье востребованного и коммерчески успешного шведского художника-миниатюриста Петера Адольфа Халла (1739—1793) и его жены-француженки Марии Аделаиды Гобен (1752—1832), дочери богатого банкира. Отец, руководствуясь идеалами французского Просвещения, и конкретно взглядами Жана-Жака Руссо, осознанно стремился привить своим дочерям интерес к искусству.
В случае с Аделаидой его старания увенчались полным успехом — она профессионально посвятила себя живописи, избрав, как отец, портретную миниатюру. Достаточно скоро работы Аделаиды заслужили признание современников: в 1791 году она была избрана членом Шведской королевской академии художеств в Стокгольме.
В следующем году отцу Аделаиды, имевшему иностранное (по отношению к Франции) купеческое происхождение, удалось выдать дочь замуж за титулованного французского аристократа и офицера — маркиза де Фуриля. Однако, время для такого брака было выбрано неудачно — на фоне событий Французской революции новоиспечённый тесть был растерзан на улице революционной толпой всего шесть недель спустя. Революционеры также обратили свой взор и на остальных членов семейства Халл, которых сочли чересчур богатыми, в результате чего значительная часть их имущества была «конфискована» или расхищена.
После этого Халл-Старший бежал в Бельгию, где вскоре умер. По каким-то причинам, дочь не последовала за ним. Она осталась проживать в Париже, где занималась миниатюрной живописью, никогда не достигая громкой славы.
Скончалась в Париже в 1844 году.
Миниатюрный автопортрет Аделаиды Халл, который, возможно, был прислан в Стокгольм в 1791 году, при соискании членства в Королевской академии, сегодня хранится в том же городе, в Национальном музее. Существует, кроме того, портрет Аделаиды, который был исполнен её отцом. Этот портрет представлен в шаблоне статьи справа.